# 주경철 (축구인)
주경철(한국 한자: 周景喆, 1965년 2월 22일 ~ )은 대한민국의 전 축구 선수이며, 포지션은 공격수였다.